# Río de Ramacastañas
Río de Ramacastañas är ett vattendrag i Spanien.   Det ligger i regionen Kastilien och Leon, i den centrala delen av landet, 120 km väster om huvudstaden Madrid.